# Inese Šlesere
Inese Šlesere (Riga, 2 d'agost de 1972)) és una exmodel i política letona. Fou finalista del concurs de bellesa Mrs. World de 1999, i concursà al Miss Món de 1991.
Fou membre del Saeima entre 2002 i 2011.
Està casada amb el polític i home de negocis Ainārs Šlesers, diversos cops Ministre de Letònia, i hi té cinc fills. Des de 2010, és la principal organitzadora de la trobada anual Esmorzar de Creients de Letònia.